# Ranoidea myola
Ranoidea myola – gatunek krytycznie zagrożonego wyginięciem płaza bezogonowego z podrodziny Pelodryadinae w rodzinie rzekotkowatych (Hylidae).

## Występowanie
Gatunek ten ma bardzo ograniczony zasięg występowania, obejmujący jedynie 12 odcinków strumieni (zarówno stałych, jak i okresowych) położonych w odległości do 1 kilometra od rzeki Barron w północno-wschodnim Queenslandzie, w okolicach miasta Kuranda. Według IUCN obszar ten odgranicza od północy, wschodu i południa zasięg gatunku Ranoidea serrata, a od zachodu granica występowania lasów deszczowych. Teren ten leży na wysokości pomiędzy 300–400 metrów nad poziomem morza. Całkowity zasięg występowania gatunku szacowany jest na 13,5 km².

## Status
Skupiona na małej przestrzeni, australorzekotka ta potrafi osiągnąć duże zagęszczenie osobników, jak średnio 1 samiec na 2 metry strumienia.
Liczebność gatunku szacowana jest na 700–1000 dorosłych osobników i spada.
Wśród zagrożeń dla gatunku wymienia się nie tylko te powodowane działalnością człowieka, jak dewastacja środowiska naturalnego, ale także grzybiczą chorobę chytridiomikozę oraz współzawodnictwo i parzenie się z R. serrata.